# Parcul național Bayerischer Wald
Parcul Național Bayerischer Wald este prima rezervație naturală din Germania cuprinde o suprafață de 24.250 ha. Împreună cu „Pădurea Boemiei” alcătuiesc regiunea împădurită cea mai întinsă din Europa Centrală. 

## Istoric
Primele cereri de creare a unei mari rezervații naturale în Pădurea Bavareză au apărut în 1911, în Niederbayerisches Monatshefte.  La sfârșitul anilor 1930 și în anii 1940, au apărut planuri de creare a unui parc național, cel mai fervent susținător al proiectului fiind Lutz Heck, dar aceste planuri, deși erau foarte avansate, au trebuit să fie amânate pentru după război.

## Geografia
Parcul Național al Pădurii Bavareze (în limba germană: Nationalpark Bayerischer Wald) este situat în sud-estul Republicii Federale Germania, de-a lungul frontierei cu Republica Cehă, în districtele rurale Regen și  Freyung-Grafenau, din Bavaria.
Azi parcul atinge o suprafață de 24.250 ha. regiune de pădure din Mittelgebirge aproape neatinsă de mâna omului. Altitudinea parcului atinge în general 1000 de m deasupra nivelului mării, cu unele vârfuri ca Falkenstein (1345 m),  Lusen (1373 m)  și Große Rachel  (1453 m). Pe lângă pădurile situate la altitudini mai mari sunt și regiuni mlăștinoase, pășuni și poieni (schlachten) care pe teritoriul Cehiei sunt și mai întinse.

### Organizare
Parcul este împărțit în trei părți:
1. o zonă împrejmuită, cu vânat, deschis publicului, având o suprafață de 200 de hectare, cu lupi, râși, zimbri și urși (cel mai cunoscut fiind Max, pe care ai șansa, uneori, să-l zărești în zori sau în amurg);
2. o zonă cu poteci marcate;
3. o rezervație de 4.000 de hectare de pădure, unde accesul publicului este interzis.

## Fauna
Pe teritoriul rezervației se află animale sălbatice, precum cucuveaua, bufnița, ursul brun și lupul, din care unele au fost aduse pentru a repopula regiunea. Unele sunt specii pe cale de dispariție, precum sunt cocoșul de mesteacăn, pisica sălbatică, șoimul, râsul, cerbul, calul sălbatic și vidra.

## Galerie

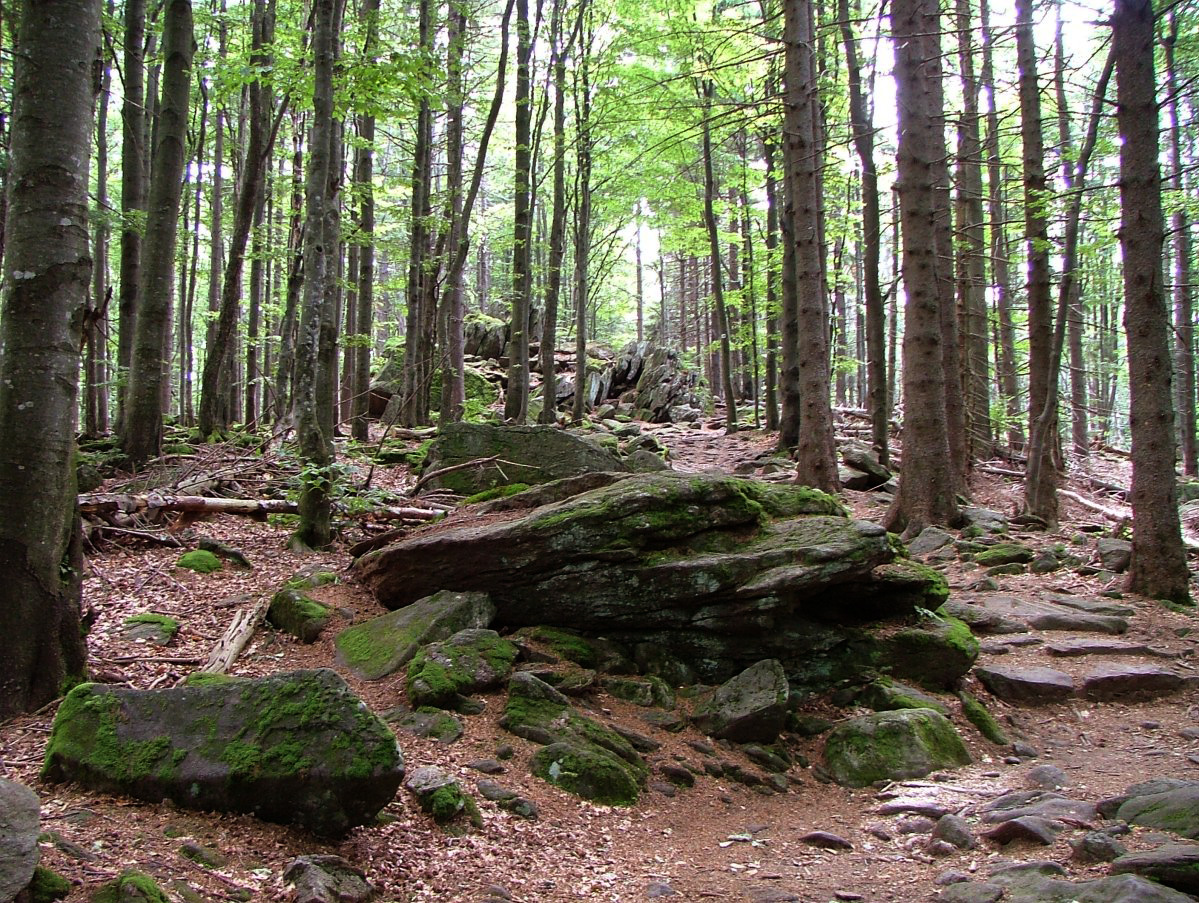
În Pădurea Bavareză
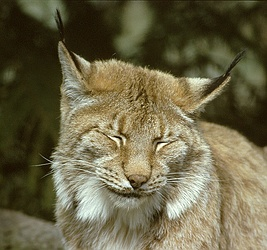
Râs
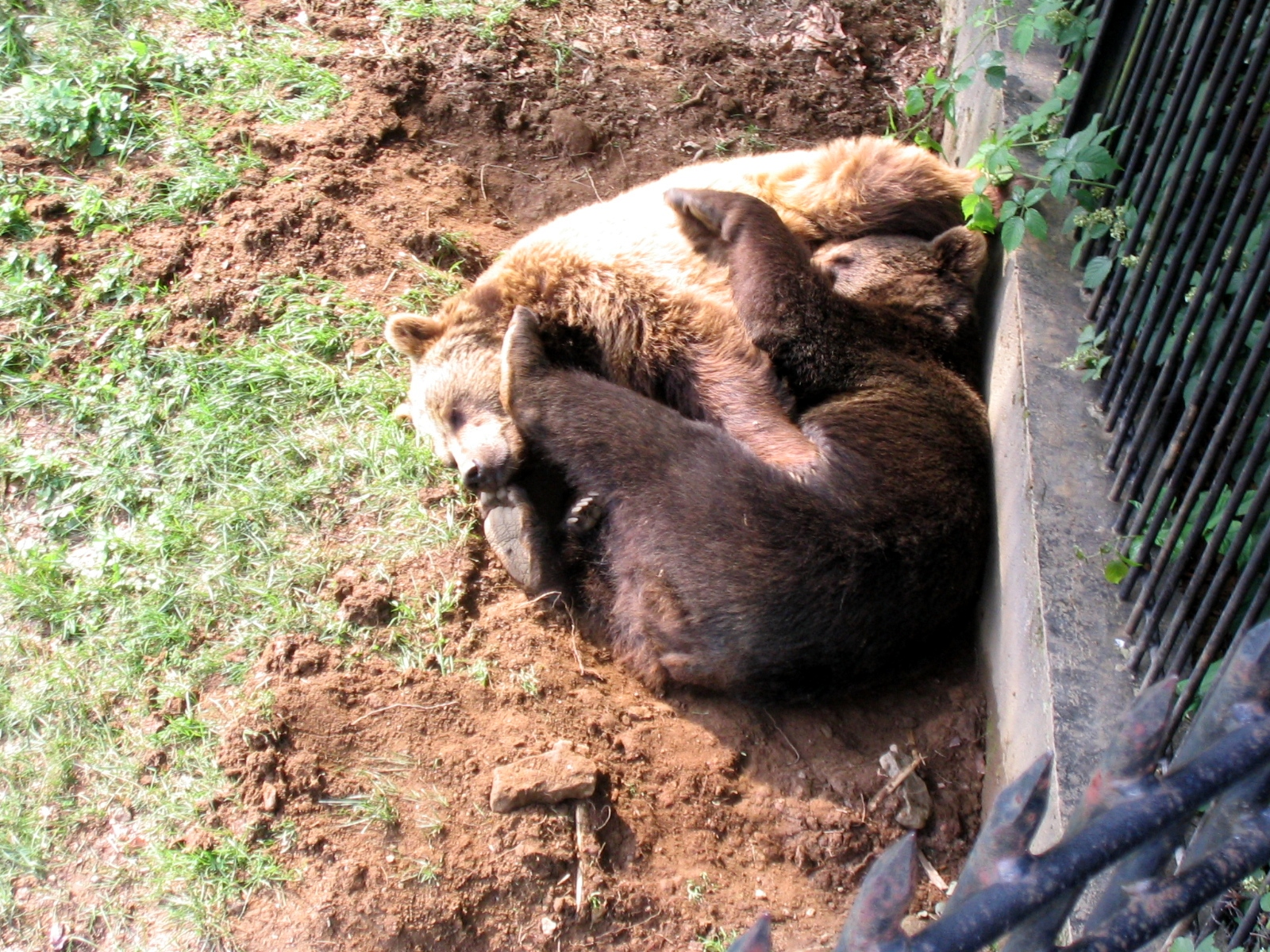
Ursul brun